# Kinder- und Jugendsportschule Luckenwalde
Die Kinder- und Jugendsportschule Luckenwalde war eine Sportschule in der Stadt Luckenwalde und Bildungs- und Entwicklungsstandort vieler international erfolgreicher Sportler insbesondere im Ringen, Schwimmen und in der Leichtathletik.

## Geschichte

### Gründung
Die Kinder- und Jugendsportschule (KJS) Luckenwalde gehörte zu den ersten acht Einrichtungen zur „Förderung der Jugend in Schule und Beruf, bei Sport und Erholung […]“ als Teil eines weitreichenden Programms zur Entwicklung des Sports in der DDR und wurde 1953 gegründet.
Im Zuge der Verwaltungsreform am 26. Juli 1952 wurde der Kreis Luckenwalde geografisch neu gebildet. Zum Kreis gehörten nun die Städte Luckenwalde und Trebbin sowie 44 Dörfer. Infolgedessen konnte sich die Stadt Luckenwalde im selben Jahr selbstbewusst für eine Sportschule mit dem Prädikat „Kreisstadt“ bewerben. Neben diesem Prädikat konnte Luckenwalde auch eine große und lange Sporttradition in verschiedenen Sportarten und Vereinen nachweisen: u. a. Turnen, Handball, Volleyball, Schwimmen, Fußball und Schwerathletik. Außerdem wurde die Stadt im zurückliegenden Weltkrieg nicht so stark zerstört wie viele Großstädte. Es war ein Glücksfall, dass ein Großteil der sportlichen Infrastruktur noch intakt war. Als Protagonisten für die Gründung einer Sportschule in der märkischen Provinz gelten die drei Sportenthusiasten Kurt Heppel, Alfred Deterling und Werner Bonso. Sie gehörten ab 1953 zu den ersten Lehrern an der Kindersportschule „Ernst Thälmann“ (der späteren KJS). Überliefert ist, dass die drei Sport- und Skatfreunde die Idee zur Gründung einer Sportschule während ihrer regelmäßigen Skatrunde entwickelt haben.
Obwohl es im Bezirk Potsdam 1952 mit Brandenburg/Havel bereits eine Sportschule gab, erhielt Luckenwalde 1953 den Zuschlag, eine weitere Spezialschule dieser Art ins Leben zu rufen. Das persönliche Engagement der drei Sport- und Skatfreunde zahlte sich aus. Ein weiterer Unterstützer zu dieser Zeit war der Mitarbeiter beim Rat des Bezirkes Potsdam Bernhard Leitzbach. Luckenwalde profitierte daneben von der Zielstellung, weitere Sportschulen dort zu gründen, wo lokale Sporttraditionen und eine günstige Infrastruktur vorhanden waren.
Die Gründung wird belegt durch die erste Durchführungsbestimmung zur Verordnung über die körperliche Erziehung der Schüler an den allgemeinbildenden Schulen vom 31. August 1953:
„Auf Grund des § 17 der Verordnung vom 30. April 1953 über die körperliche Erziehung der Schüler an den allgemeinbildenden Schulen (GBl. S. 656) wird zur Durchführung des § 8 der Verordnung folgendes bestimmt:
§ 1 Einrichtung von allgemeinbildenden Schulen mit erweitertem Unterricht im Fach Körpererziehung (Kinder- und Jugendsportschulen)
Mit Beginn des Schuljahres 1953/54 werden in folgenden Orten allgemeinbildende Schulen mit erweitertem Unterricht im Fach Körpererziehung (Kinder- und Jugendsportschulen) eingerichtet: 1. Berlin 5. Leipzig 2. Karl-Marx-Stadt 6. Luckenwalde 3. Erfurt 7. Rostock 4. Magdeburg. Die Kindersportschulen in den Städten Halberstadt und Brandenburg bleiben bestehen.

### 1953 bis 1957 – Der Anfang als Kindersportschule
Die neu gegründete „Erst-Thälmann-Kindersportschule“ begann ab dem 1. September 1953 mit der Ausbildung. Vorerst wurde nur der Zusatz „Kindersportschule“ getragen. Zwei Klassen der fünften Jahrgangsstufe mit insgesamt etwa 50 Sportschülern begannen den Unterricht. Das vielfältige zusätzliche Training in den Nachmittagsstunden wurde gut angenommen. In dieser Anfangsphase waren internationale Titel und Erfolge noch nicht im Fokus der Kindersportschüler. Vielmehr bestand die Herausforderung darin, bei dem vielfältigen Sportangebot herauszufinden, für welche Sportart die Kinder am besten geeignet waren. Das strenge und ehrgeizige Engagement der jungen Lehrkräfte erzeugte nicht den Leistungssportdruck späterer Jahre und der Sportunterricht war dementsprechend eher lebhaft und ungezwungen. Wechsel der Sportarten waren keine Seltenheit und Rückstellungen in den normalen Betrieb einer herkömmlichen Grundschule waren nicht selten, aber auch nicht problematisch.
Die Stadt Luckenwalde schuf zusätzlich gute Voraussetzungen für den leistungsorientierten Sport. Internatsplätze wurden bereitgestellt, Liegenschaften bereitgestellt und das Hallenbad wiedereröffnet. Nach dem 2. Weltkrieg lange geschlossen, wurde am 8. September 1953 nach gründlicher Renovierung das Hallenschwimmbad für das Baden und Schwimmtraining zugänglich gemacht. Allerdings lagen zu der Zeit die Trainingszeit ungünstig auf den Abendstunden zwischen 20 und 22 Uhr oder am Morgen um 7 Uhr. Dazwischen war das Schwimmbad der Öffentlichkeit zugänglich. Das Freibad (im Volksmund auch „Handwerker-Badeanstalt“) war bereits am 25. Mai 1947 nach umfangreichen Instandsetzungsarbeiten eröffnet worden. Hier fand das Training der Sportschule in den Sommermonaten statt. Ein Ausweichen in die Halle war bei schlechtem Wetter aber nicht möglich. Auch bei Wind und ungemütlichen Temperaturen wurde eisern im Freien trainiert.
Durch den organisatorischen Zusammenschluss von Kindersportschulen und Jugendsportschulen waren die Kinder- und Jugendsportschulen geboren. Während Brandenburg/H. und Luckenwalde den Bezirk Potsdam repräsentierten, entstanden bald auch Schulen beispielsweise in Frankfurt/Oder, Cottbus und Forst. 1957 war die Anzahl der Sportschulen auf 23 angewachsen. Am Ende des Schuljahres 1956/57 gab es den gemeinsamen Wettstreit aller DDR-Sportschulen. Diese Wettkämpfe wurden als „Erste Zentrale Bestenermittlung der Kinder- und Jugendsportschulen“ bezeichnet. Die Wettkämpfe wurden im Schwimmen, Turnen und in der Leichtathletik durchgeführt. Sie fanden am KJS-Standort Güstrow vom 29. Juni bis 4. Juli 1957 statt. Eigentlich war die Kindersportschule Luckenwalde noch keine KJS, durfte aber dennoch teilnehmen.

### 1957 bis 1963 – Kindersportschule wird Kinder- und Jugendsportschule
Die „Ernst-Thälmann-Kindersportschule Luckenwalde“ entwickelte sich zur „Ernst-Thälmann-Kinder- und Jugendsportschule Luckenwalde“.